# Distrito de Zalaegerszeg
El distrito de Zalaegerszeg (húngaro: Zalaegerszegi járás) es un distrito húngaro perteneciente al condado de Zala.
En 2013 tiene 102 553 habitantes. Su capital es Zalaegerszeg, que también es la capital del condado.

## Municipios
El distrito tiene tres ciudades (en negrita), una de ellas con estatus de ciudad de derecho condal (la capital Zalaegerszeg), y 81 pueblos
(población a 1 de enero de 2013):
- Alibánfa (407)
- Almásháza (63)
- Alsónemesapáti (676)
- Babosdöbréte (466)
- Bagod (1254)
- Bak (1628)
- Baktüttös (333)
- Becsvölgye (791)
- Bezeréd (141)
- Bocfölde (1123)
- Boncodfölde (346)
- Böde (296)
- Búcsúszentlászló (811)
- Csatár (550)
- Csertalakos (27)
- Csonkahegyhát (326)
- Csöde (80)
- Dobronhegy (142)
- Egervár (1051)
- Gellénháza (1571)
- Gombosszeg (36)
- Gősfa (321)
- Gutorfölde (1051)
- Gyűrűs (96)
- Hagyárosbörönd (310)
- Hottó (327)
- Iborfia (9)
- Kávás (247)
- Kemendollár (523)
- Keménfa (90)
- Kisbucsa (450)
- Kiskutas (171)
- Kispáli (291)
- Kustánszeg (481)
- Lakhegy (453)
- Lickóvadamos (198)
- Milejszeg (308)
- Misefa (291)
- Nagykapornak (925)
- Nagykutas (422)
- Nagylengyel (509)
- Nagypáli (477)
- Nemesapáti (519)
- Nemeshetés (262)
- Nemesrádó (295)
- Nemessándorháza (302)
- Nemesszentandrás (270)
- Németfalu (190)
- Orbányosfa (126)
- Ormándlak (122)
- Ozmánbük (198)
- Pacsa (1676)
- Padár (112)
- Pálfiszeg (159)
- Pethőhenye (418)
- Petrikeresztúr (370)
- Pókaszepetk (937)
- Pölöske (842)
- Pusztaederics (166)
- Pusztaszentlászló (598)
- Salomvár (615)
- Sárhida (796)
- Söjtör (1461)
- Szentkozmadombja (67)
- Szentpéterfölde (132)
- Szentpéterúr (1003)
- Teskánd (1116)
- Tilaj (195)
- Tófej (713)
- Vasboldogasszony (610)
- Vaspör (373)
- Vöckönd (103)
- Zalaboldogfa (334)
- Zalacséb (514)
- Zalaegerszeg (59 618) – la capital
- Zalaháshágy (371)
- Zalaigrice (119)
- Zalaistvánd (352)
- Zalalövő (3058)
- Zalaszentgyörgy (408)
- Zalaszentiván (1042)
- Zalaszentlőrinc (279)
- Zalaszentmihály (971)
- Zalatárnok (673)